# Challenge the Wind
Challenge the Wind es el decimocuarto álbum de estudio de la banda italiana de power metal sinfónico Rhapsody of Fire. Fue lanzado el 31 de mayo de 2024 por medio de AFM Records.
Es el tercer capítulo de The Nephilim's Empire Saga. En una entrevista, Alex Staropoli, líder de la banda, aclaro que hubo un error en la promoción del álbum y que, en realidad, la saga aun no termina.
Es el primer álbum de la banda cuyo nombre contiene un verbo. 
Un video musical del sencillo de nombre homónimo al álbum se estrenó el 29 de febrero de 2024.
Un video musical de "Diamond Claws" se estrenó el 3 de mayo de 2024.

## Lista de canciones
| N.º | Título                                              | Duración |  |
| 1.  | «Challenge the Wind» (Desafía el Viento)            | 4:55     |  |
| 2.  | «Whispers of Doom» (Susurros de la Perdición)       | 4:57     |  |
| 3.  | «The Bloody Pariah» (El Sangriento Paria)           | 4:53     |  |
| 4.  | «Vanquished by Shadows» (Vencido por las Sombras)   | 16:12    |  |
| 5.  | «Kreel's Magic Staff» (El Bastón Mágico de Kreel)   | 6:12     |  |
| 6.  | «Diamond Claws» (Garras de Diamante)                | 4:36     |  |
| 7.  | «Black Wizard» (Mago Negro)                         | 5:10     |  |
| 8.  | «A Brave New Hope» (Una Nueva y Valiente Esperanza) | 4:40     |  |
| 9.  | «Holy Downfall» (Santa Caída)                       | 6:54     |  |
| 10. | «Mastered by the Dark» (Dominado por la Oscuridad)  | 4:53     |  |

## Formación
Rhapsody of Fire
- Giacomo Voli - voz principal, voz de coros, letras.
- Roberto De Micheli - guitarras, compositor, letras.
- Alessandro Sala - bajo.
- Alex Staropoli - teclados, piano, clavecín, arreglos orquestales, voz de coros, compositor, letras.
- Paolo Marchesich - batería.